# 리스청

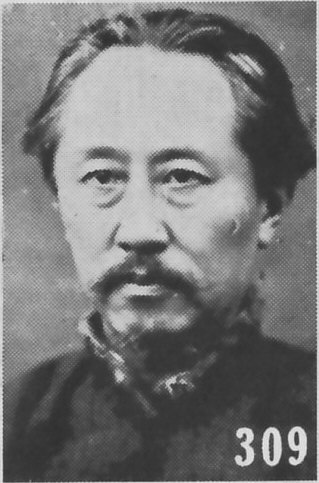

리스청(중국어: 李石曾, 1881년 5월 29일 ~ 1973년 9월 30일, 본명: 리위잉/李煜瀛)은 교육인, 아나키즘 신봉자, 정치활동가, 북양정부 초기 중국국민당 당원이다.
1902년 파리에 건너간 뒤 리스청은 화학과 생물학 석사 학위를 받은 다음 우즈후이, 장런제와 함께 중국 아나키스트 운동을 공동 설립했다. 쑨원의 지지자였다. 프랑스와 중국 간 문화교류를 조직하고 두부를 제조하고 판매하는 유럽 내 최초의 공장을 세웠으며 중국의 학생들이 공장에서 일할 수 있도록 하는 프로그램을 개발했다. 1920년대에 리스청, 장런제, 우즈하이, 차이위안페이는 중국국민당의 반공주의 4원로로 알려졌다.